# Ecnomina incisura
Ecnomina incisura is een schietmot uit de familie Ecnomidae. De soort komt voor in het Australaziatisch gebied.